# Department of Atomic Energy
Department of Atomic Energy (engelskt uttal: /dɪˈpɑ:tmənt əv əˈtɒmɪk ɛnədʒ/) är ett departement i Indien som är ansvarig för Indiens atomenergi med säte i Bombay.